# ديميتري ألكسيف
ديميتري ألكسيف (الروسية: Дмитрий Вадимович Алексеев) هو لاعب كرة قدم روسي في مركز حراسة المرمى، ولد في 28 فبراير 1973 في سانت بطرسبرغ في روسيا. لعب مع أورالان إليستا ودينامو بريانسك وروبين قازان وشينيك ياروسلافل ولوخ إينيرجيا فلاديفوستوك.

## وصلات خارجية
- ديميتري ألكسيف على موقع قاعدة بيانات كرة القدم.إي يو (الإنجليزية)